# بيرت ويلكينسون
بيرت ويلكينسون (بالإنجليزية: Bert Wilkinson)‏ (2 أغسطس 1922 بسندرلاند في المملكة المتحدة - 9 يوليو 2011) هو لاعب كرة قدم بريطاني (وحمل سابقاً جنسية المملكة المتحدة لبريطانيا العظمى وأيرلندا) في مركز الظهير. لعب مع فريكلي أثلتيك ‏ وغرانتهام تاون ‏ ولينكولن سيتي أف سي وMurton A.F.C. ‏.